# Strobilops aeneus
Strobilops aeneus är en snäckart som beskrevs av Henry Augustus Pilsbry 1926. Strobilops aeneus ingår i släktet Strobilops och familjen Strobilopsidae. Inga underarter finns listade i Catalogue of Life.